# Sion E. Bebb
Sion E. Bebb (Church Village, 3 oktober 1968) is een professioneel golfer uit Wales.
Sion Bebb is de zoon van Dewi Bebb (1938-1996), een beroemde rugby-international. Zijn ouderlijk huis lag naast de Llantrisant Pontyclun Golf Course, waar hij begon op 11-jarige leeftijd met golf begon.
Bebb werd in 1986 professional. Zijn beste resultaat is een 4de plaats op het Zwitsers Open in 2007 geweest. Daar verdiende hij € 100.000 mee. Dat najaar won Bebb de Stage 2 van de Tourschool op de Jerez Golf Club. In de Final Syage haalde hij een spelerskaart voor 2008.
In 2009 eindigde hij als 19de op de Europese Challenge Tour (CT), zodat hij in 2010 op de Europese PGA Tour speelt.

## Gewonnen
- 2006: Ryder Cup Wales Challenge (CT)

## Teams
- PGA Cup: 2000